# Vincent van Beauvais

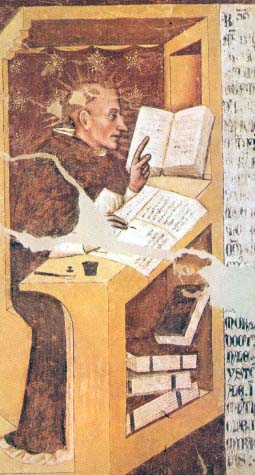
Vincent de Beauvais

Vincent van Beauvais, gelatiniseerd Vincentius Bellovacensis (rond 1190 – 1264) was een Franse dominicaan.
Hij schreef de omvangrijkste middeleeuwse encyclopedie, het Speculum maius (De grote spiegel), die uit drie onderliggende specula bestaat, het Speculum naturale, het Speculum doctrinale en het Speculum historiale. Van dit derde deel maakte Jacob van Maerlant tussen 1284 en 1288 een berijmde Middelnederlandse versie, de Spiegel Historiael.
Vincent van Beauvais was een Franse dominicaan die in de hoogste kringen verkeerde. Over zijn leven is weinig bekend. Mogelijk was hij enige tijd in het dominicanenklooster te Beauvais dat op aandringen van Lodewijk IX van Frankrijk was gesticht. Nadien moet hij in ieder geval lector, docent theologie, voor de novicen in het koninklijk klooster Royaumont zijn geweest. De opdracht voor de meeste van zijn boeken ontving Vincent van leden van het Franse koningshuis.
Met name het Speculum historiale is in veel handschriften overgeleverd. Behalve deze encyclopedische werken schreef hij nog verschillende kleinere traktaten, waaronder een geschrift over de opvoeding van koningskinderen, De eruditione filiorum regalium.